# 12133 Titulaer
12133 Titulaer là một tiểu hành tinh vành đai chính với chu kỳ quỹ đạo là 2030.2088307 ngày (5.56 năm).
Nó được phát hiện ngày 24 tháng 9 năm 1960 và đặt tên theo tên nhà thiên văn học Hà Lan Chriet Titulaer.